# Grande Mosquée de Demak

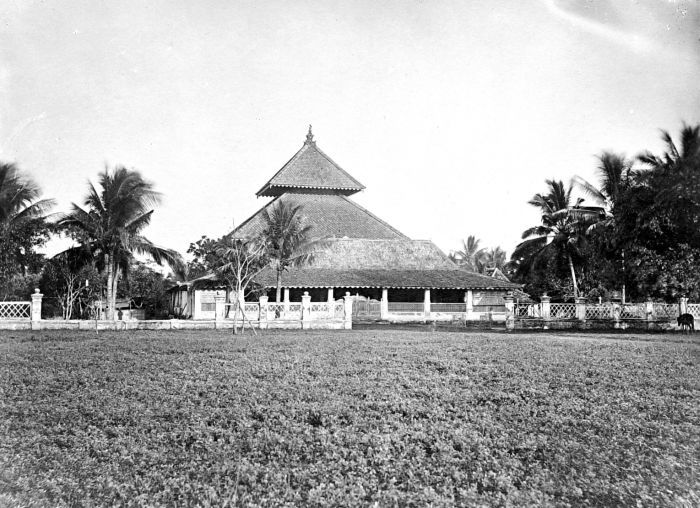
La Grande Mosquée de Demak à la fin du XIXe siècle.

La Grande Mosquée de Demak, en indonésien Masjid Agung Demak, serait la plus ancienne mosquée d'Indonésie. Elle est située dans la ville de Demak, un ancien royaume musulman du centre de Java.